# Bona di Savoia
Bona di Savoia (Avigliana, 10 agosto 1449 – Fossano, 17 novembre 1503) fu duchessa consorte di Milano, reggente per pochi anni dopo la morte del marito. "Femme de petit sens", la definì il contemporaneo e politico francese Filippo di Comines, ossia donnicciola di poco intelletto. In linguaggio cifrato fu anche soprannominata Malhora.

## Biografia

### Origini

#### Principessa savoiarda alla corte di Francia
Bona nacque nel castello di Avigliana, undicesima figlia di Ludovico di Savoia e Anna di Lusignano, il giorno 10 agosto del 1449. Rimasta nel 1462 orfana della madre, crebbe alla corte di Luigi XI di Francia. In quel periodo il Ducato di Savoia stava cadendo nell'area d'influenza francese: la posizione del ducato era un ottimo avamposto per future mire militari in Italia. Infatti Luigi, quando era ancora delfino, sposò nel 1451 la sorella di Bona, Carlotta di Savoia, con l'intento di rafforzare tale stato di dipendenza.

#### Le lunghe trattative matrimoniali

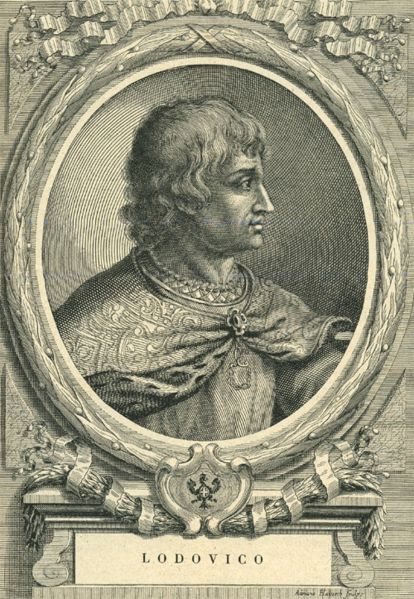
Ludovico di Savoia, incisione di P. Giffart da disegno di F.I.D. Lange

Negli anni '60 del Quattrocento il duca di Milano Francesco Sforza aveva stabilito dei buoni rapporti diplomatici con la corte francese, in quanto conscio della pericolosità dello stato transalpino per l'equilibrio politico italiano. Pertanto, seguendo una sensata politica di real politik (facilitata anche dall'accondiscendenza del primogenito Galeazzo Maria, riluttante a sposare Dorotea Gonzaga), lo Sforza propose a re Luigi il matrimonio del primogenito con Bona. Tali trattative si rivelarono molto lunghe e le motivazioni si possono riscontrare in una serie di impedimenti:
1. Negli impegni militari di Galeazzo Maria, posto al comando di una spedizione militare volta a sostenere re Luigi contro Carlo di Borgogna[7].
2. La morte del duca Francesco Sforza nel 1466[6], evento che rallentò le trattative matrimoniali.
3. L'ostilità dei Savoia verso gli Sforza. I Savoia, infatti, ritenevano gli Sforza dei parvenus e degli usurpatori del trono meneghino[9], un tempo occupato, nel ruolo di duchessa consorte di Filippo Maria, da Maria di Savoia. Entrato in conflitto con Francesco Sforza, Ludovico non riuscì però a prendere il trono di Milano. Da quel momento i Savoia si sentirono soffocati tra la Francia e gli Sforza.

Dal punto terzo si può comprendere il fallito tentativo di rapire, da parte di Amedeo IX, Galeazzo Maria mentre cercava di ritornare in patria per prendere possesso del suo trono. In seguito però alle pressioni di Luigi di Francia sul piccolo Stato, Amedeo acconsentì al matrimonio della nipote: il matrimonio per procura fu celebrato ad Amboise il 12 maggio 1468, mentre quello religioso a Milano il 7 luglio.

#### La bellezza di Bona

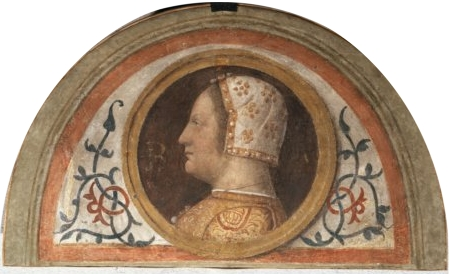
Bona di Savoia, Museo d'arte antica, Castello Sforzesco, Milano

Ovviamente, Galeazzo Maria si informò bene sulle fattezze della futura sposa. All'inizio del 1468 inviò il suo pittore Zanetto Bugatti in Francia per ritrarre la futura consorte e vedere se fosse di suo gradimento. Quando il pittore ritornò a marzo, Galeazzo poté mostrare la sua soddisfazione. Quando poi i due consorti si conobbero per la prima volta, Galeazzo poté confermare ciò che vide nel dipinto:
(Daniel M. Bueno De Mesquita, Bona di Savoia, cit.)

### Duchessa consorte di Milano

#### Una vita appartata
Negli otto anni in cui rivestì il ruolo di duchessa consorte, Bona di Savoia non si intromise mai negli affari politici del marito. Al contrario della precedente duchessa consorte, la suocera Bianca Maria Visconti, Bona si dedicò quasi esclusivamente alla crescita dei figli e ad essere nei loro confronti una madre premurosa e dolce. Mentre era in vita il marito, Bona si sforzò di mantenere buoni i rapporti tra Savoia e Sforza e compì due visite di stato: l'una insieme alla famiglia ducale a Firenze nel 1471, l'altra a Mantova.

#### Infedeltà (forse) reciproca
Bona era tradita continuamente dal marito, il quale possedeva numerosissime amanti; ma, stando all'opinione dello storico Antonio Perria, sulla base di una serie di studi condotti, l'infedeltà coniugale sarebbe stata reciproca. Bona, infatti, avrebbe scelto "la strada più tranquilla e più sordida della ripicca, tradendo cioè il duca". Galeazzo aveva regalato alla moglie un chitarrista spagnolo, tale Mattia, di bell'aspetto. Nel giro di un anno questi finì in carcere sotto accusa imprecisata, ma che riguardava comunque i suoi rapporti con la duchessa e le signore di corte. Che fosse scoppiato uno scandalo sarebbe provato dal fatto che, quando Galeazzo decise di recarsi in pompa magna a Firenze, pregò il marchese di Mantova di prestargli alcuni musici, poiché i suoi erano finiti in galera "per qualche mal fatto". Bona "non rivolse la sua attenzione a un gentiluomo di nobili natali o a un soldato valoroso [...] scelse i suoi amanti molto in basso". La sua nota relazione col cameriere Antonio Tassino, che fu la chiacchiera preferita di tutte le corti italiane, a parere del Perria sarebbe iniziata ben prima della morte del duca. Per questo motivo Galeazzo per ben tre anni, dal 1472 al 1475, avrebbe evitato di frequentare la moglie, dicendo che gli era venuta a noia. "Il fatto che lei se la spassasse non lo turbò. In fondo questo gli permetteva di scaricarsi la coscienza e di non provare rimorso per ciò che egli andava facendo".

#### Duchessa vedova

##### La tormentata reggenza (1476-1479)
Rimasta prematuramente vedova dopo l'assassinio di Galeazzo Maria il 26 dicembre 1476, Bona si affidò alla competenza illuminata del segretario ducale Cicco Simonetta e fu proclamata reggente il 9 gennaio del 1477 in nome del figlio novenne. La sua posizione, la quale fu rinsaldata dall'abile Simonetta, fu però contestata dai cognati, desiderosi di poter controllare la volontà del giovane duca.

Questi (tra i quali spiccava l'ambizioso Sforza Maria) cercarono nel maggio del 1477 di estromettere Bona e Simonetta dalla tutela di Gian Galeazzo Maria, ma il Simonetta riuscì a precederli e ad esiliarli (25 maggio). La rivalsa dei cognati non tardò però a farsi aspettare: aiutati dal condottiero Roberto Sanseverino, i giovani Sforza allestirono un esercito che invase il Ducato, conquistando tra il 1478 e il 1479 Genova e Tortona. A facilitare le loro imprese fu anche la progressiva caduta in disgrazia del Simonetta davanti agli occhi di Bona. Quest'ultima, nel frattempo, aveva intrapreso una relazione sentimentale con un suo cameriere ferrarese, Antonio Tassino. Sebbene non sia chiaro quando l'uomo divenne suo amante, dopo la morte del duca acquistò in breve tempo un enorme potere e influenza su Bona, divenendo perciò nemico personale di Cicco.
(Niccolò Machiavelli, Istorie Fiorentine)
 Dopo la morte di Sforza Maria, forse avvelenato dalla stessa Bona e dal Simonetta, Antonio Tassino persuase l'amante a concedere all'altro cognato, Ludovico, il rientro a Milano, nella speranza che ciò bastasse a liberarlo dalla scomoda presenza di Cicco. Bona accettò la sua richiesta e l'8 settembre si riconciliò con il cognato, condannando di fatto il fedele Cicco Simonetta alla pena capitale.

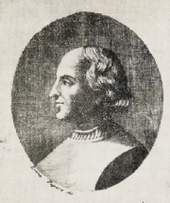
Cicco Simonetta

(Cicco Simonetta in C. Santoro, Gli Sforza: la casata nobiliare, cit., pp. 213-214.)

##### La caduta (1480)
La frase pronunciata dal Simonetta non poté essere che veritiera: benché rimanesse ufficialmente ancora la reggente, coadiuvata dal nuovo cancelliere ducale Bartolomeo Calco, Ludovico il Moro aveva in mano la situazione politica dello Stato. Il 7 ottobre del 1480, infatti, Ludovico, col pretesto di proteggere la vita del nipote dalle mire di Antonio Tassino, lo fece trasportare nella "Rocchetta", l'area più imprendibile del Castello Sforzesco, quindi costrinse la cognata a firmare la condanna all'esilio per Antonio Tassino e i suoi familiari, che dovettero tornare in patria a Ferrara.
A causa della separazione forzata dall'amante, Bona cominciò a dare segni di isteria. Pretese di abbandonare il ducato e di tornare in Piemonte o in Francia, dov'era cresciuta, e minacciò il suicidio quando Ludovico e Roberto Sanseverino tentarono di impedirglielo, cosicché i due si videro costretti a cedere.
(Bernardino Corio, Historia di Milano.)
Dunque Bona firmò la rinuncia formale alla reggenza del figlio e partì alla volta della Francia, ma per le insistenze del piccolo figlio si accontentò poi di fermarsi ad abitare nel castello di Abbiategrasso, con un seguito costituito principalmente da spie del Moro.
Il piccolo Gian Galeazzo firmò un documento con cui proclamava suo tutore lo zio in luogo della madre assente, così com'era disposto nel testamento del defunto Galeazzo Maria nel caso in cui Bona non avesse voluto o potuto assumersi la responsabilità della reggenza. Ludovico concentrò in tal modo quasi tutto il potere politico nelle proprie mani.

### L'esilio

#### I dissapori con il Moro e la morte del figlio
Nonostante fosse stata esiliata ad Abbiategrasso, il trattamento riservato alla duchessa madre indignò profondamente sia i suoi parenti savoiardi, sia Luigi XI di Francia. Se da un lato questi fecero pressione sul nuovo reggente perché le fosse concessa più libertà, dall'altro essa patrocinò, senza però pur prendervi parte direttamente, a dei complotti contro il Moro nel 1481 e nel 1483. Quest'ultimo attentato, però, relegò Bona in una prigionia ancor più dura, dalla quale riuscì a liberarsi soltanto verso la fine degli anni '80, quando assistette al matrimonio del figlio duca e della figlia Bianca Maria. Fu al fianco di Gian Galeazzo nel castello di Pavia, quando morì il 21 settembre del 1494.

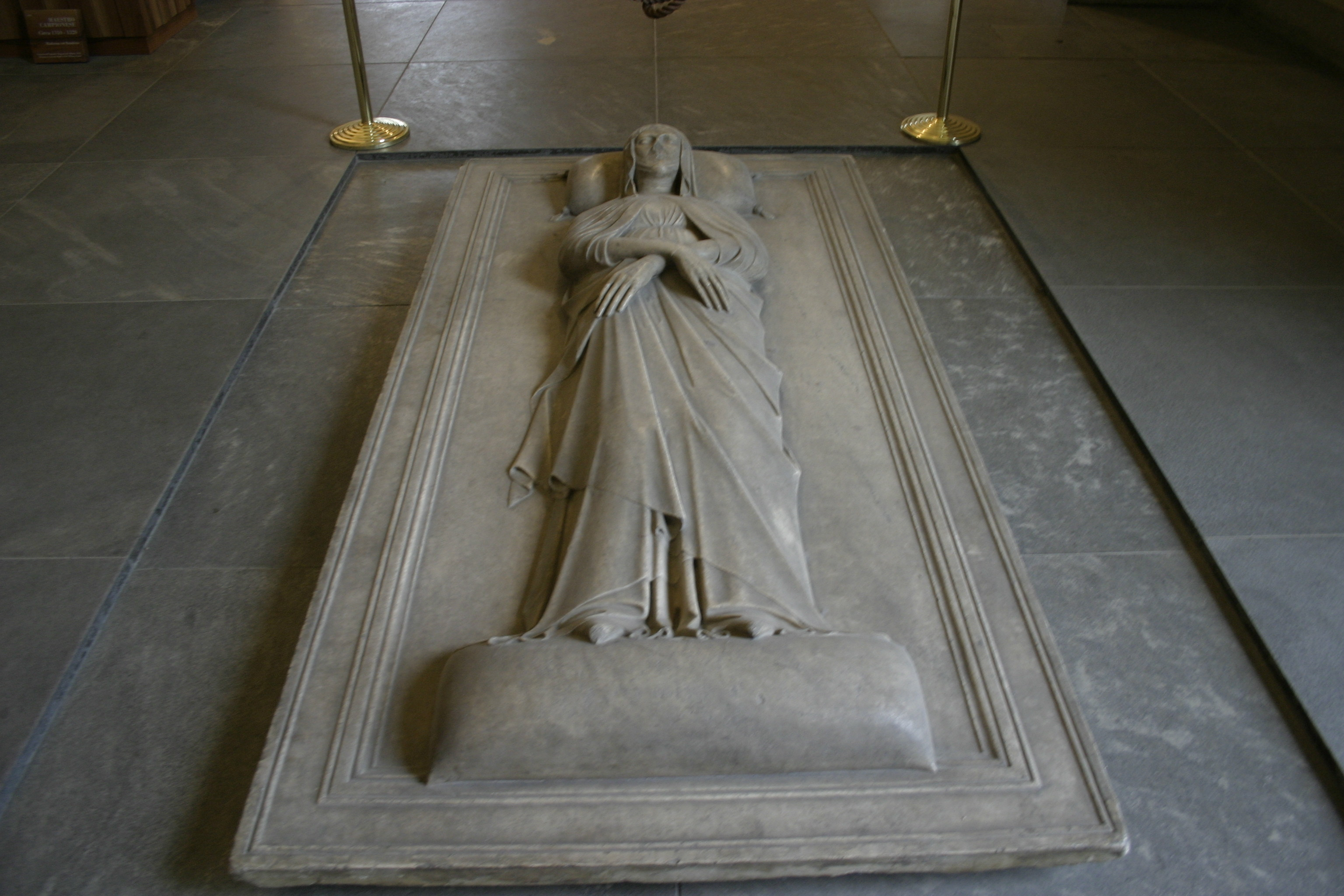
Lastra tombale raffigurante una suora, forse usata come lapide per Bona di Savoia, XIV secolo, Museo d'arte antica nel Castello Sforzesco, Milano

#### La fuga in Francia e la morte
Con l'arrivo di Carlo VIII in Italia, successore di Luigi sul trono francese, Bona fuggì in Francia alla corte di Amboise: non si sentiva più al sicuro a Milano, con l'odiato cognato diventato finalmente duca. L'antico amante Antonio Tassino, che per anni si era dato alla macchia, costretto a fuggire dalle spie che lo inseguivano per ordine del Moro, si era nel mentre sposato e trasferito nella natia Ferrara, dove viveva felicemente. Nel 1495, sospettando che Bona volesse ricongiungersi ad Antonio, tanta era la sua insistenza di partire, Ludovico scrisse al suocero Ercole d'Este per indagare sugli spostamenti dell'uomo. Il duca, nella sua risposta del 30 novembre, lo rassicurò che Antonio non aveva alcuna intenzione d'immischiarsi negli affari della vecchia amante e che anzi desiderava vivere tranquillo nella sua natia Ferrara.
Non trovandosi però a suo agio alla corte francese, Bona chiese ed ottenne dal nipote Filiberto II di Savoia asilo nella patria d'origine. Le fu concesso un feudo a Fossano, ove Bona spirò il 17 novembre 1503, dimenticata anche dal mondo. Fu sepolta nella chiesa di San Giuliano a Savigliano.

## Discendenza
Gelosa del marito, che aveva un gran numero di amanti, accettò soltanto i figli illegittimi che lui ebbe prima del loro matrimonio.
Diede al marito quattro figli:
- Gian Galeazzo Maria (10 giugno 1469 - 22 ottobre 1494);
- Ermes Maria (10 maggio 1470 - 1503);
- Bianca Maria (5 aprile 1472 - 31 dicembre 1510) sposò l'imperatore Massimiliano I d'Asburgo il 16 marzo del 1494;
- Anna Maria (21 luglio 1476 - 30 novembre 1497) sposò Alfonso I d'Este duca di Ferrara il 17 gennaio del 1491.

## Ascendenza
|                       |                    |                                 | Genitori                         |  |  | Nonni |  |  | Bisnonni             |  |  | Trisnonni           |  |
|                       |                    |                                 |                                  |  |  |       |  |  | Amedeo VII di Savoia |  |  | Amedeo VI di Savoia |  |
|                       |                    |                                 |                                  |  |  |       |  |  | Amedeo VII di Savoia |  |  | Amedeo VI di Savoia |  |
|                       |                    | Bona di Borbone                 |                                  |  |  |       |  |  | Amedeo VII di Savoia |  |  |                     |  |
| Amedeo VIII di Savoia |                    |                                 |                                  |  |  |       |  |  | Amedeo VII di Savoia |  |  |                     |  |
|                       |                    | Bona di Berry                   | Giovanni I di Berry              |  |  |       |  |  |                      |  |  |                     |  |
|                       |                    | Bona di Berry                   | Giovanni I di Berry              |  |  |       |  |  |                      |  |  |                     |  |
|                       |                    | Bona di Berry                   | Giovanna d'Armagnac              |  |  |       |  |  |                      |  |  |                     |  |
| Ludovico di Savoia    |                    | Bona di Berry                   |                                  |  |  |       |  |  |                      |  |  |                     |  |
|                       |                    | Filippo II di Borgogna          | Giovanni II di Francia           |  |  |       |  |  |                      |  |  |                     |  |
|                       |                    | Filippo II di Borgogna          | Giovanni II di Francia           |  |  |       |  |  |                      |  |  |                     |  |
|                       |                    | Filippo II di Borgogna          | Bona di Lussemburgo              |  |  |       |  |  |                      |  |  |                     |  |
| Maria di Borgogna     |                    | Filippo II di Borgogna          |                                  |  |  |       |  |  |                      |  |  |                     |  |
|                       |                    | Margherita III delle Fiandre    | Luigi II di Fiandra              |  |  |       |  |  |                      |  |  |                     |  |
|                       |                    | Margherita III delle Fiandre    | Luigi II di Fiandra              |  |  |       |  |  |                      |  |  |                     |  |
|                       |                    | Margherita III delle Fiandre    | Margherita di Fiandra            |  |  |       |  |  |                      |  |  |                     |  |
| Bona di Savoia        |                    | Margherita III delle Fiandre    |                                  |  |  |       |  |  |                      |  |  |                     |  |
|                       | Giacomo I di Cipro | Ugo IV di Cipro                 |                                  |  |  |       |  |  |                      |  |  |                     |  |
|                       | Giacomo I di Cipro | Ugo IV di Cipro                 |                                  |  |  |       |  |  |                      |  |  |                     |  |
|                       | Giacomo I di Cipro | Alice d'Ibelin                  |                                  |  |  |       |  |  |                      |  |  |                     |  |
| Giano di Lusignano    | Giacomo I di Cipro |                                 |                                  |  |  |       |  |  |                      |  |  |                     |  |
|                       |                    | Helvis di Brunswick-Grubenhagen | Filippo di Brunswick-Grubenhagen |  |  |       |  |  |                      |  |  |                     |  |
|                       |                    | Helvis di Brunswick-Grubenhagen | Filippo di Brunswick-Grubenhagen |  |  |       |  |  |                      |  |  |                     |  |
|                       |                    | Helvis di Brunswick-Grubenhagen | Helvis de Dampierre              |  |  |       |  |  |                      |  |  |                     |  |
| Anna di Lusignano     |                    | Helvis di Brunswick-Grubenhagen |                                  |  |  |       |  |  |                      |  |  |                     |  |
|                       |                    | Giovanni I di Borbone-La Marche | Giacomo I di Borbone-La Marche   |  |  |       |  |  |                      |  |  |                     |  |
|                       |                    | Giovanni I di Borbone-La Marche | Giacomo I di Borbone-La Marche   |  |  |       |  |  |                      |  |  |                     |  |
|                       |                    | Giovanni I di Borbone-La Marche | Giovanna di Châtillon-Saint Paul |  |  |       |  |  |                      |  |  |                     |  |
| Carlotta di Borbone   |                    | Giovanni I di Borbone-La Marche |                                  |  |  |       |  |  |                      |  |  |                     |  |
|                       |                    | Caterina di Vendôme             | Giovanni VI di Vendôme           |  |  |       |  |  |                      |  |  |                     |  |
|                       |                    | Caterina di Vendôme             | Giovanni VI di Vendôme           |  |  |       |  |  |                      |  |  |                     |  |
|                       |                    | Caterina di Vendôme             | Giovanna di Ponthieu             |  |  |       |  |  |                      |  |  |                     |  |
|                       |                    | Caterina di Vendôme             |                                  |  |  |       |  |  |                      |  |  |                     |  |